# Route 242 (Nouvelle-Écosse)
Pour les articles homonymes, voir Route 242.
La route 242 est une route secondaire de la Nouvelle-Écosse d'orientation est-ouest située dans le nord-ouest de la province, suivant la baie Chignecto de la baie de Fundy. Elle est une route faiblement empruntée. De plus, elle mesure 56 kilomètres, traverse une région plutôt boisée, et est une route asphaltée sur l'entièreté de son tracé.

## Tracé
La route 242 débute au terminus nord de la route 209, à Apple River. Elle suit ensuite la rive de la baie Chignecto pour une quarantaine de kilomètres, traversant une région isolée. Elle atteint ensuite Joggings, puis traverse River Hebert alors qu'elle quitte la rive. Elle bifurque ensuite vers le nord pour une courte distance pour suivre la rivière Hébert, puis elle tourne vers l'est pour 8 kilomètres, jusqu'à Maccan, où elle se termine sur une intersection en T avec la route 302.

## Intersections principales
La route 242 ne possède pas d'intersections majeures. Voici tout de même un tableau présentant ses 2 extrémités.
| Route 242           |             |    |                                       |                           |
| Comté               | Location    | km | Intersection/Destinations             | Notes                     |
| Comté de Cumberland | Apple River | 0  | R-209 sud, Parrsboro                  | extrémité ouest de la 242 |
| Comté de Cumberland | Maccan      | 56 | R-302, Parrsboro, Springhill, Amherst | extrémité est de la 242   |

## Communautés traversées
1. Apple River
2. East Apple River
3. Sand River
4. Shulie
5. Two Rivers
6. Ragged Reaf
7. Joggings
8. River Hebert
9. Strathcona
10. Lower River Hebert
11. Jubilee
12. Maccan